# Memento Mori (1975)
Memento Mori ist ein deutsches Fernsehspiel aus dem Jahre 1974 von Ludwig Cremer mit Lil Dagover und Paul Hoffmann in den Hauptrollen. Die Geschichte basiert auf dem gleichnamigen Roman (1959) von Muriel Spark.

## Handlung
„Vergänglichkeit“ – die eigene und die all der sie Umgebenden – dies ist das Wort, das vielleicht am ehesten die einst gefeierte und mittlerweile unter Demenz leidende Schriftstellerin Charmian Colston beschreibt. Als Grande Dame „herrscht“ sie über ihr gleichfalls in die Jahre gekommenes Umfeld. Ihr Gatte, der etwas jüngere Godfrey Colston, ist ein ziemliches Schlitzohr, der schon so manche außereheliche Liebschaft hinter sich gebracht hat. Nun versucht er seine altersschwache Gattin in einem Seniorenheim unterzubringen. Beider Haushälterin Mrs. Pettigrew plant derweil, sich das Vermögen der betagten Herrschaften unter den Nagel zu reißen. Charmians Entourage besteht, bei genauerer Betrachtung, aus einer Ansammlung von Greisen, die sich mehr und mehr der Lebenslüge verschrieben haben. In diese Runde platzt eines Tages ein Anruf: „Memento mori“ ließe sich sagen, oder wie sich der anonyme Mahner deutlich profaner ausdrückt: „Denken Sie daran, dass sie sterben müssen“. 
Zuerst meldet sich die ominöse, düster dräuende Stimme bei Lady Lettie Colston. Ihr Bruder Godfrey wird sehr nervös, zumal auch er mit dieser Warnung behelligt wird. Je mehr Betroffene sich durch diese sich wiederholenden Telefonate bedroht fühlen, desto stärker geraten die bislang nur übertünchten Spannungen zwischen den Alten ans Tageslicht. Längst vergangen geglaubte Ereignisse erwachen wieder zum Leben und machen den Betroffenen ihre Vergänglichkeit bewusst. Ausgerechnet die Älteste von ihnen aber, Charmian, die man als senile Demenzkranke längst abgeschrieben hat, findet einen fast philosophisch zu nennenden Umgang mit den Anrufen: Sie sagt „In mancher Beziehung lässt mein Gedächtnis mich ja im Stich, aber irgendwie kann ich meinen Tod nicht vergessen, wann immer das auch sein wird.“ Selbst Scotland Yard wird eingeschaltet, als die allgemeine Angst um sich greift. Am Ende bleibt offen, ob womöglich der Tod selbst sich per Telefon angekündigt hat.

## Produktionsnotizen
Memento mori wurde 1974 gedreht und am 5. Januar 1975 um 20 Uhr 15 in der ARD erstmals ausgestrahlt.
Wolfgang Wahl entwarf das Szenenbild.

## Kritiken
„Ludwig Cremer ist es gelungen, die durchaus heikle literarische Vorlage in eine menschliche Komödie zu verwandeln.“

„Philosophenkrimi ohne Lösung, mit heiterem Blümchen-Zynismus.“

„Das können wohl nur englische Autoren wie Muriel Spark, so vieles zusammenreimen. Kritik an der feinen Gesellschaft, Metaphysisches und Mystisches und dazu noch kriminalistische Spannung. Ludwig Cremer hat das, soweit es bei der Verknappung des Romans möglich war, ins Bild gebracht, unterstützt von einem Ensemble hervorragender, altbewährter Darsteller.“